# 라피주

라피주의 문장

라피주의 위치

라피주(핀란드어: Lapin lääni, 스웨덴어: Lapplands län)는 1938년부터 2010년까지 핀란드에 존재했던 주로 주도는 로바니에미이며 면적은 98,946km2, 인구는 187,777명(2002년 기준), 인구 밀도는 2명/km2이었다. 1938년 오울루주에서 분리되어 신설되었으며 2010년 1월 1일 행정 구역 개편으로 인해 폐지되었다.

## 지역
라피주는 다음과 같이 1개 지역으로 구성되었다.
- 라피 지역 (Lapin maakunta)